# José Sazatornil
Sazatornil  Buendía est un nom espagnol. Le premier nom de famille, en général paternel, est Sazatornil ; le second, en général maternel, souvent omis, est Buendía.
José Sazatornil Buendía, alias Saza, est un acteur espagnol né à Barcelone le 13 août 1925, et mort à Madrid le 23 juillet 2015, avec une longue carrière cinématographique et théâtrale.
Il apparaît dans plusieurs films espagnols emblématiques de la seconde moitié du XXe siècle. Pendant cette période, il travaille avec certains des meilleurs réalisateurs et acteurs. Il effectue aussi une carrière importante au théâtre et dans des séries télévisées.

## Biographie
(juillet 2015).
Saza est le fils d'un petit commerçant de Barcelone. Il étudie au Colegio de los Hermanos de la Doctrina Cristiana.
Il commence sa carrière au théâtre à l'âge de 13 ans. Pendant sept ans, il interprète une pièce différente chaque semaine, et participe à environ 280 comédies au cours de ces sept années. Il concilie son activité théâtrale avec son emploi de vendeur dans le commerce familial.
En 1946, il débute au Teatro Victoria de Barcelone, puis il fait partie de la compagnie théâtrale de Paco Martínez Soria (es).
Saza débute au cinéma sous la direction du réalisateur Javier Setó dans le film Fantasía española en 1953. Depuis lors, il participe à plus de 110 films, notamment La escopeta nacional de Luis García Berlanga et Amanece, que no es poco de José Luis Cuerda.
En 1957, Saza fonde sa propre compagnie de théâtre.
En 1974, il est le protagoniste de la série télévisée Los maniáticos, de Fernando García de la Vega, diffusée par TVE.
En 1989, Saza reçoit le Prix Goya du meilleur acteur dans un second rôle dans le film Attends-moi au ciel d'Antonio Mercero. Il a reçu de nombreux prix au cours de sa carrière.
Saza a été particulièrement remarqué dans le rôle de Don Mendo dans la pièce théâtrale La venganza de Don Mendo.
En novembre 2013, sa famille annonce qu'il souffre de la maladie d'Alzheimer. Il meurt le 23 juillet 2015 à Madrid.

## Filmographie

### Années 1950
- 1953 : Fantasía española (es) de Javier Setó : Sr. Bofill
- 1954 : Les Dévoyés (Los gamberros) de Juan Lladó (es)
- 1955 : Al fin solos (es) de José María Elorrieta
- 1955 : Los agentes del quinto grupo (es) de Ricardo Gascón (es) : journaliste
- 1955 : Good Bye, Sevilla d'Ignacio F. Iquino
- 1955 : El golfo que vio una estrella d'Ignacio F. Iquino
- 1956 : El ojo de cristal d'Antonio Santillán
- 1956 : La pecadora d'Ignacio F. Iquino
- 1956 : El difunto es un vivo de Juan Lladó
- 1956 : Hospital de urgencia d'Antonio Santillán
- 1957 :  Mañana de José María Nunes (es)
- 1957 : Sueños de historia de José H. Gan
- 1957 : Sitiados en la ciudad de Miguel Lluch
- 1957 : Pasaje a Venezuela (es) de Rafael J. Salvia

### Années 1960
- 1961 : El amor empieza en sábado (es) de Victorio Aguado
- 1963 : Le Bourreau (El verdugo) de Luis García Berlanga : administrateur
- 1964 : El rapto de T.T. de José Luis Viloria
- 1966 : Una señora estupenda (es) d'Eugenio Martín : Rodriguez
- 1966 : La ciudad no es para mí de Pedro Lazaga : homme à divers emplois
- 1966 : Las viudas, par José María Forqué (segment El retrato de Regino) : notaire
- 1966 : Fray Torero (es) de José Luis Sáenz de Heredia
- 1967 : Un millón en la basura (es) de José María Forqué : Don Ramón González
- 1967 : ¿Qué hacemos con los hijos? de Pedro Lazaga : Vinagre
- 1967 : Los celos y el duende de Silvio F. Balbuena
- 1967 : Las que tienen que servir (es) de José María Forqué : Dr Peter Puig
- 1967 : Amor en el aire (es) de Luis César Amadori : Pascual Fumasoli
- 1968 : La vil seducción (es) de José María Forqué : Ramón Bermejo
- 1968 : Las secretarias (es) de Pedro Lazaga : Don Mariano
- 1968 : Solos los dos (es) de Luis Lucia Mingarro : Marcial Ruzafa (non crédité)
- 1968 : Los que tocan el piano (es) de Javier Aguirre : Don Tadeo Ramírez
- 1968 : El marino de los puños de oro (es) de Rafael Gil : Lodoli
- 1969 : Verano 70 (an) de Pedro Lazaga : Enrique
- 1969 : Una vez al año, ser hippy no hace daño (es) de Javier Aguirre : Anaskira Matuti - Marcelo Bonet
- 1969 : Sangre en el ruedo (es) de Rafael Gil
- 1969 : Carola de día, Carola de noche (es) de Jaime de Armiñán : Obrenovich
- 1969 : Amor a todo gas (es) de Ramón Torrado : garde
- 1969 : Juicio de faldas (es) de José Luis Sáenz de Heredia : Don Gregorio
- 1969 : Las Leandras (es) d'Eugenio Martín : Francisco Luján

### Années 1970
- 1970 : Topical Spanish de Ramón Masats : Don Atanasio
- 1970 : El mesón del gitano d'Antonio Román : Fidel
- 1970 : Coqueluche de Germán Lorente : Don Carlos Velasco
- 1970 : El astronauta (es) de Javier Aguirre : Saturnino, peintre
- 1971 : Si Fulano fuese Mengano (es) de Mariano Ozores : un père furieux
- 1971 : Cómo casarse en siete días (an) de Fernando Fernán Gómez : Antonio de la Riva
- 1971 : A mí las mujeres, ni fu ni fa de Mariano Ozores : Ramón Valdés
- 1971 : Los gallos de la madrugada (es) de José Luis Sáenz de Heredia : Manolo
- 1972 : La novicia rebelde de Luis Lucia Mingarro : un malade
- 1972 : Venta por pisos (es) de Mariano Ozores : Don Julio
- 1973 : Una monja y un Don Juan de Mariano Ozores : Eladio
- 1973 : La llamaban La Madrina (an) de Mariano Ozores : Momia
- 1973 : Las señoritas de mala compañía (es), de José Antonio Nieves Conde : Don Niceto
- 1973 : Las tres perfectas casadas de Benito Alazraki : Francisco
- 1973 : ¡Qué cosas tiene el amor! de  Germán Lorente : Don Dimas
- 1973 : Me has hecho perder el juicio (es) de Juan de Orduña : Pepe
- 1973 : Celos, amor y Mercado Común (es) d'Alfonso Paso (es) : Luis
- 1974 : El insólito embarazo de los Martínez (es) de Javier Aguirre : Federico
- 1974 : Mi hijo no es lo que parece d'Angelino Fons : Florián
- 1974 : Las correrías del vizconde Arnau de Joaquín Coll Espona : Don Nuño
- 1975 : Ligeramente viudas de Javier Aguirre : Eugenio
- 1975 : Strip-tease a la inglesa (es) de José Luis Madrid
- 1975 :  El último tango en Madrid de José Luis Madrid
- 1975 : El Love Feroz o Cuando los hijos juegan al amor (es) de José Luis García Sánchez : Don Vicente
- 1976 : El fin de la inocencia de José Ramón Larraz : Juan
- 1976 : La zorrita en bikini d'Ignacio F. Iquino : Alfonso Terralba
- 1976 : Colorín colorado de José Luis García Sanchez : Vicente
- 1977 : Cuentos de las sábanas blancas de Mariano Ozores : Duc de Sacedón
- 1978 : Préstamela esta noche (es) de Tulio Demicheli : M. Ray
- 1978 : La Carabine nationale (La escopeta nacional), de Luis García Berlanga : Jaume Canivell
- 1979 : Cinco tenedores (es) de Fernando Fernán Gómez : Aurelio García
- 1979 : Sans peur et sans culotte (El periscopio) de José Ramón Larraz : José Antonio Cañavate, le père

### Années 1980
- 1980 : Alejandra, mon amour (es) de Julio Saraceni : Antonio Pérez Pérez
- 1981 : Rocky Carambola (es) de Javier Aguirre: Jorge, le père
- 1982 : Huevos revueltos d'Enrique Jiménez Pereira : Raimundo Vázquez
- 1982 : Si las mujeres mandaran (o mandasen) (es) de José María Palacio : Marcelo
- 1982 : La vendedora de ropa interior (es) de Germán Lorente : Santiago
- 1982 : El hijo del cura (es) de Mariano Ozores : Santiago - le médecin
- 1982 : La Ruche (la colmena) de Mario Camus : Tesifonte Ovejero
- 1983 : La avispita Ruinasa de José Luis Merino : délégué de La Paternal
- 1983 : El fascista, doña Pura y el follón de la escultura (es) de Joaquín Coll Espona : Pedro
- 1984 : Operación Mantis,Opération Mantis de Paul Naschy : le rusé M. Alfa
- 1984 : Playboy en paro de Tomás Aznar : Don Matías
- 1984 : Dos mejor que uno (es) d'Ángel Llorente (es) : M. Elizabe
- 1984 : ¡Cinco minutos nada menos! (es) de Fernando Garcia de la Vega : Don Justo
- 1985 : El donante de Ramón Fernández : M. Povedano
- 1985 : Una y sonada de Gabriel Iglesias : M. Clemens
- 1986 : Manolo (El año de las luces) de Fernando Trueba : Don Teódulo
- 1987 : El pecador impecable (es) d'Augusto Martínez Torres : voyageur González
- 1988 : La venganza de don Mendo de Gustavo Pérez Puig : Don Mendo Salazar y Bernáldez de Montiel, Marquis de Cabra
- 1988 : Attends-moi au ciel (Espérame en el cielo) d'Antonio Mercero : Alberto Sinsoles
- 1989 : L'Aube, c'est pas trop tôt (Amanece, que no es poco) de José Luis Cuerda : caporal Gutiérrez

### Années 1990
- 1990 : Ovejas negras de José María Carreño : père Benito
- 1990 : Don Juan, mi querido fantasma (es) d'Antonio Mercero : Comissaire Ulloa
- 1991 : ¿Lo sabe el ministro? (es) de Josep Maria Forn : Llúria
- 1991 : Un submarí a les estovalles d'Ignasi. P. Ferré : LLopis
- 1993 : Pelotazo nacional de Mariano Ozores : Agapito
- 1993 : Tretas de mujer de Rafael Moleón : Ramón
- 1993 : Todos a la cárcel de Luis García Berlanga : Artemio
- 1994 :  La vida siempre es corta, court métrage de Miguel Albaladejo
- 1994 : Historias de la puta mili de Manuel Esteban i Marquilles : Général Huete
- 1994 : El cianuro... ¿solo o con leche? (es) de José Miguel Ganga : Eustaquio
- 1996 : Adiós, tiburón de Carlos Suárez
- 1998 : Una pareja perfecta de Francesc Betriu : Don Tadeo
- 1998 : Mátame mucho de Jose Angel Bohollo : Lorenzo

### Années 2000
- 2003 : Hotel Danubio (es) d'Antonio Giménez Rico : concierge
- 2005 : Capitán España, court métrage de José Ramón Martínez et Jaime Noguera : Saza
- 2006 : Vete de Mí (es) de Víctor García León :Quique

## Prix
- 1988 (Prix Goya) : Goya Award pour la meilleure interprétation masculine pour son rôle d'Alberto Sinsoles d'en En m'attendant dans le ciel d' Antonio Mercero.
- 1990 (TP de Oro 1989) : le meilleur acteur pour son rôle dans la série Tot, un seigneur catalan.
- Minerva de silver, le cercle des beaux arts de Madrid, pour son rôle dans la comédie Auto de la compadecida.
- 1994 Auto : Award pour le meilleur acteur du cercle des écrivains de cinéma (CEC), pour son rôle dans Todos a la cárcel.
- 2003 : benalmadena.
- 2004 : prix d'interprétation de la ville accordé par l'AISGE Fundación (artistes et interprètes, société de gestion collective) dans le cadre du Festival de cinéma de Sitges.
- 2005 : prix IX du théâtre José Isbert, de l'Association espagnole des amis du Théâtre.
- 2006 : il reçoit la clé de la ville de Granada.
- 2013 : prix d'honneur de la Cinematográficos Círculo de Escritores.